# Martin Walde (Künstler)
Martin Walde (* 1957 in Innsbruck) ist ein österreichischer Konzeptkünstler. Walde arbeitet im Bereich Installationskunst, Plastik und Zeichnung.

## Leben und Werk
Martin Walde studierte an der Akademie der bildenden Künste Wien, Österreich (bei Wolfgang Hollegha, Max Weiler, Arnulf Rainer). Walde wohnt und arbeitet in Wien. 2017 erhielt er den Österreichischen Kunstpreis für Bildende Kunst.
Walde erschafft seine Werke aus ungewöhnlichen Materialien wie Glas, Silikon, gallertartige oder klebrige Substanzen, Styropor, Haare, Düfte oder Plasmalicht. Dabei bedient er ganz unterschiedlicher Medien, neben Objekten und Installationen arbeitet er auch immer wieder mit Zeichnungen und Bildgeschichten.
Forschung, Experiment und kindlicher Spieltrieb sind in Waldes Werk von besonderer Bedeutung: Einerseits dienen sie dem Entdecken und Entwickeln neuer Materialien und Herangehensweisen; andererseits sind sie als soziale Handlungsanweisungen und Verständnishilfen zu verstehen, denn bei Waldes Werken sind Interaktion und Partizipation des Publikums stets erwünscht. Dabei werden bewusst keine Anweisungen zu Objekten oder Installationen gegeben, der Umgang mit den Vorgegebenen muss vielmehr vom Publikum selbst entdeckt und entwickelt werden. Denn Kunstwerke sind für Walde keine abgeschlossenen Ausstellungs- oder Museumsobjekte, seine prozesshaften Arbeiten bleiben auf Grund von Publikumseingriffen und Materialbeschaffenheit stets unabgeschlossen und veränderbar. Um diese Offenheit und Transformierbarkeit auf Materialebene zu schaffen, bedient sich Walde flexibler, plastischer und instabiler Stoffe, die sich oft nur schwer in eine vorbestimmte Form bringen lassen. Vielmehr werden die Verhaltensweisen der Materialien selbst zum Teil seiner Installationen und zum formgebenden Element.

## Auszeichnungen (Auswahl)
- 1991 Otto-Mauer-Preis
- 1998 Preis der Stadt Wien für Bildende Kunst
- 2006 Tiroler Landespreis für zeitgenössische Kunst
- 2012 Preis der Stadt Wien für Bildende Kunst
- 2017 Österreichischer Kunstpreis für Bildende Kunst

## Ausstellungen (Auswahl)

### Einzelausstellungen
- 1996: Martin Walde, Wiener Secessionsgebäude, Österreich
- 1999: Martin Walde, Tokyo Opera City Art Gallery, Japan
- 2001: Martin Walde, Fuchū Art Museum, Tokio, Japan
- 2006: Humming, Kunsthaus Baselland, Schweiz
- 2009: Hallucigenia, Zentrum für Kunst und Medien, Karlsruhe
- 2010: Unken, Marta Herford, Herford
- 2013: Martin Walde, Kunstraum Dornbirn, Dornbirn, Österreich
- 2015: The Liquid and the Magic, Stadtgalerie Saarbrücken, Saarbrücken

### Gruppenausstellungen
- 1986 und 2001: Biennale di Venezia, Italien
- 1989: Istanbul Biennale, Türkei
- 1997: documenta X, Deutschland
- 1998: Biennale de Montréal, Kanada

## Publikationen
- Andrea Jahn (Hrsg.): Martin Walde: Hallucigenia Facts From Fiction. Stadtgalerie Saarbrücken, Christof Kerber GmbH & Co. KG, Bielefeld 2017, ISBN 978-3-7356-0359-3.
- Friderieke Fast (Hrsg.), MARTa Herford (Hrsg.), Neue Galerie Graz am Landesmuseum Joanneum (Hrsg.): Martin Walde: A Second Home for Schrödinger's Cat. Hatje Cantz, Ostfildern 2010, ISBN 978-3-7757-2623-8.
- Silvia Eiblmayr (Hrsg.): Martin Walde: Humming. Galerie im Taxis-Palais, Innsbruck, 2007, ISBN 978-3-86560-272-5.
- Roland Nachtigäller (Hrsg.): Martin Walde : Nice 2003, Nordhorn 2003. Städtische Galerie Nordhorn, 2004, ISBN 3-922303-49-8.
- Kathrin Rhomberg (Hrsg.): Martin Walde : Wiener Secession. Vereinigung bildender Künstler Österreichs, Wiener Secession, 1996, ISBN 3-900803-82-X.